# Edward Sheriff Curtis
(E. S. Curtis, 1951, Memorie non pubblicate)
Edward Sheriff Curtis (Whitewater, 16 febbraio 1868 – Los Angeles, 19 ottobre 1952) è stato un esploratore, etnologo e fotografo statunitense.
Ha legato il suo nome allo studio dell'epopea del Far West e dei nativi americani, dei quali è stato un profondo conoscitore e studioso.
Mise la sua macchina fotografica al servizio di quello che si rivelerà lo scopo primario della sua esistenza: fotografare - tanto in senso etimologico quanto filosofico - i volti e le situazioni che segnavano la forzata decadenza dei nativi americani appartenenti alle ottanta tribù ancora esistenti fra la fine dell'Ottocento e gli albori del XX secolo.
Il suo scopo essenziale fu quello di documentare nella maniera più ampia, servendosi non solo della fotografia, gli usi e i costumi in via di estinzione del popolo degli indiani d'America.

## Biografia
Nacque da Johnson Asahel Curtis (1840-1887), predicatore e veterano della guerra civile americana, e da Ellen Sheriff (1844-1912), originari rispettivamente dell'Ohio e della Pennsylvania. Gli avi materni provenivano dall'Inghilterra mentre quelli del padre risiedevano in Canada. Ebbe un'infanzia tranquilla, trascorsa in buona parte ad accompagnare lungo i fiumi il padre che raggiungeva in canoa le località nelle quali si recava a tenere i suoi sermoni.

### Cantoredegli indiani d'America
Edward Sheriff Curtis ebbe una lunga vita che dedicò per buona parte - i ventiquattro anni che vanno dal 1906 al 1930 - alla ricerca delle origini culturali dei nativi americani, mettendo in gioco se stesso in numerose spedizioni esplorative e documentaristiche tese a fermare - nei loro luoghi naturali - le immagini di un popolo il cui destino si avviava al crepuscolo, fissandole in una serie di fotografie - dagherrotipi d'epoca da consegnare alla memoria, nel viraggio in seppia - che restituiscono appieno il senso di una cultura connotata da una propria specifica identità.
Per compiere la sua impresa poté avvalersi del supporto di molte personalità: oltre al suo finanziatore principale John Pierpont Morgan (in grado di coprire però solo per un terzo i 35 milioni di dollari attuali che sarebbe stato il costo finale della sua opera The North American Indian), figurano tra i suoi sostenitori il presidente degli Stati Uniti Theodore Roosevelt, Andrew Carnegie ed i reali di Inghilterra e Belgio.
Curtis, del resto, fu sempre alla disperata ricerca di denaro per poter proseguire il proprio lavoro. Prevista inizialmente in cinquecento copie, la collana di quello che è considerato il suo capolavoro fu in effetti tirata in meno di trecento (di cui solo 214 vendute, quando il pioniere-fotografo era ancora impegnato nel progetto). Ottenne numerosi riconoscimenti, ma il suo sogno - talmente grande da non riuscire ad afferrarlo per intero, secondo le sue stesse parole - ebbe come contrappeso un alto prezzo: un'instabilità emotiva, la rovina economica e familiare. A causa dei suoi viaggi e di una vita nomade dilapidò infatti ogni proprio avere e vide disgregarsi ogni possibilità di tenere unita la sua famiglia.
Sotto il cielo che si apre dalle zone artiche dell'Alaska a quelle aride del golfo del Messico, attraversando sterminate praterie solcate da profondi canyon e da inaccessibili catene montuose, ridiscendendo in canoa impervi corsi d'acqua, fu un pioniere impegnato nel romantico sogno di inseguire la storia di un popolo che presto non ci sarebbe stato più. Conobbe molti capi indiani, alcuni di questi fissò in immagine. Sue fotografie di nativi americani ripresi nelle attività quotidiane hanno mantenuto intatto nel tempo il fascino che le aveva ispirate.
Nel 1907, in occasione della pubblicazione della sua prima raccolta fotografica, Curtis scrisse una lunga introduzione nella quale esplicitava il proprio intendimento di perseguire una dettagliata raccolta - attraverso singole schede - di ogni tipo di testimonianza possibile di capi tribù (incluso diecimila registrazioni effettuate con un proto-registratore a cilindri di cera delle circa lingue diverse e delle musiche adottate da quel popolo, ma anche descrizione di cibi, decorazioni, attività di ricreazione e cerimonia, usi funebri, ecc.) che accompagnasse in maniera adeguata il suo progetto.
L'inventario ragionato che aveva in mente doveva fissare nel tempo un fenomeno che di lì a poco sarebbe di fatto scomparso e che riguardava l'intero popolo dei nativi americani stimato solo un secolo prima, in piena età dei lumi, in oltre un milione di persone, ma che sarebbe sceso di lì a poco a meno di quarantamila.
La sua opera The North American Indian fu pubblicata in oltre un ventennio, completandosi nel 1930: constava di venti volumi e portfolio rilegati a mano in pelle, con copia lettere a torchio: in tutto 1.500 fotografie, frutto della selezione di circa cinquantamila scatti, e 4.000 pagine di testo.
Oltre 2.200 immagini in fotoincisione furono stampate su acqueforti secondo la tecnica della photogravure e con l'uso, a seconda della dimensione, di tre diversi tipi di carta: Van Gelder (costituita da fibre vegetali), Vellum (composta con l'uso di riso giapponese) e Tissue (di seta giapponese lavorata a mano). È stato calcolato che il pioniere-fotografo abbia stampato 272 set completi di quello che può essere considerato il suo unicum. Di tali copie, 220 sono quelle conservate presso istituzioni pubbliche e private, sia d'Europa che statunitensi.

### L'apprendistato
Nel 1874 la sua famiglia si trasferì a Le Sueur County (Minnesota), dove il padre Johnson Asahel aprì un negozio di drogheria. Fu in questa città che Curtis costruì la sua prima macchina fotografica.
Nel 1885, all'età di diciassette anni, ebbe inizio nella cittadina di St. Paul il suo apprendistato da fotografo. Due anni dopo la sua famiglia si trasferì a Seattle, nello stato di Washington, e qui il giovane fotografo poté fabbricarsi una nuova macchina fotografica ed entrare in società - dietro la corresponsione di 150 dollari - nello studio di Rasmus Rothi. Ma il sodalizio durò poco: sei mesi dopo Curtis lasciò Rothi per andare a lavorare nello studio di Thomas Guptill sotto l'insegna "Curtis and Guptill, Photographers and Photoengravers".
Nel 1892 Curtis sposò Clara J. Phillips (1874-1932), originaria della Pennsylvania ma i cui genitori provenivano dal Canada. La coppia ebbe quattro figli: Harold, Elizabeth detta Beth, Florence e Katherine detta Billy.

### Le prime spedizioni
Nel 1895 Curtis realizzò il suo primo ritratto di una nativa americana degli Stati Uniti: Princess Angeline (1800-1896), conosciuta anche come Kickisomlo, figlia di Capo Sealth di Seattle. Tre anni dopo si unì ad una spedizione scientifica condotta sul Monte Rainier.
Nel 1896 la famiglia cambiò abitazione, pur restando a Seattle. Insieme a loro vivevano la madre Ellen, la sorella Eva, il fratello Asahel, le sorelle di Clara, Susie e Nellie, e il fratello William.  Fu in quel periodo che Curtis conobbe George Bird Grinnell, esperto della cultura dei nativi americani. Grinnell apprezzava la sua opera e lo invitò a compiere (anno 1900) una spedizione in Montana per riprendere indiani di diverse tribù, fra cui quella dei Piedi neri, che si radunava per compiere il rito della Danza del Sole.
Nel 1906 il finanziere-filantropo newyorkese John Pierpont Morgan, proprietario della Morgan Library, dietro l'opzione di controllo di parte degli originali, offrì a Curtis 75.000 dollari per produrre un'opera che, al suo compimento, doveva rivelarsi monumentale: la serie The North American Indian. Articolata in venti volumi doveva contenere 2.500 fotografie sugli indiani del nord America. Il primo volume dell'opera - venduto su prenotazione - venne pubblicato l'anno successivo; l'ultimo ventitré anni dopo, nel 1930.

### Declino in stile hollywoodiano
Dopo l'uscita del volume Indian Days of the Long Ago, nel 1916 Clara Philipps chiese ed ottenne il divorzio dal marito, sempre più impegnato nelle sue spedizioni nelle zone più settentrionali del globo terrestre, fino all'Alaska, ed in quelle che ormai erano le riserve degli indiani d'America del Nord. Ottenne - nel patto di divorzio - la custodia dello studio fotografico di Seattle e la proprietà dei negativi originali della sua prima camera fotografica. Ma Curtis, adirato per la richiesta dell'ormai ex-consorte, ormai in procinto di trasferirsi nella vicina Charleston, si recò allo studio e distrusse per ritorsione ogni materiale.
Intorno al 1922 Curtis si trasferì assieme alla figlia Beth a Los Angeles e nella nascente mecca cinematografica allestita sulla collina di Hollywood aprì un nuovo studio fotografico. Per procurarsi denaro lavorò come assistente cameraman per Cecil B. DeMille, per il quale avrebbe collaborato alle riprese del film (I dieci comandamenti).
Sempre per far fronte alle crescenti difficoltà finanziarie che si era trovato a fronteggiare, a ottobre del 1924 vendette all'American Museum of Natural History i diritti del suo film di carattere etnografico che aveva girato nel 1914 sulla vita degli indiani del nord-ovest. Intitolato In the Land of the Head-Hunters (Nella terra dei cacciatori di teste) il film gli fruttò 1.500 dollari contro un costo di oltre ventimila.
È il 1927 quando, di ritorno dall'Alaska a Seattle, sempre in compagnia della figlia Beth, viene arrestato per non aver corrisposto alla ex-consorte gli alimenti relativi agli ultimi sette anni. Gli ex coniugi - che non si vedevano dal tempo del loro divorzio - si riuniscono, tuttavia, ancora una volta assieme a tutti i loro figli, per le festività del Natale nella casa di Florence, a Medford (Oregon).

### L'opera editoriale
L'anno successivo, in condizioni finanziarie ormai disperate, è costretto a cedere a J.P. Morgan junior (erede e nuovo proprietario della Morgan Library) i diritti del suo progetto, il cui ultimo volume fu pubblicato nel 1930.
Cinque anni ancora e i diritti del materiale non ancora pubblicato passano nuovamente di mano dalla Morgan alla Charles E. Lauriat Company di Boston per mille dollari oltre ad una percentuale sulle royalties. Tale materiale comprendeva: diciannove bozze complete della The North American Indian, migliaia di stampe individuali su carta, prove di stampa, negativi e altri provini. Molto di questo materiale è rimasto dimenticato nei magazzini della Lauriat fino al 1972.
Curtis morì il 21 ottobre 1952 all'età di 84 anni a causa di un infarto mentre si trovava nella casa della figlia Beth a Los Angeles. Non fece in tempo a vedere pubblicata la sua autobiografia. Fu sepolto al Forest Lawn Memorial Park di Hollywood Hills e il New York Times  pubblicò il seguente necrologio:
Personaggio per molti versi misconosciuto, aveva legato - forse inconsapevolmente - il proprio nome alla leggenda. In un'era in cui i viaggi sul territorio nordamericano comportavano rischi e incertezze, non si fece intimorire dalla possibilità di organizzarne in grande quantità e con uno scopo ben preciso.
Al termine della sua ricerca storico-documentaristico-fotografica - che coincideva con il crepuscolo di una epopea, l'epopea del vecchio ovest e del popolo nativo americano - Curtis avrebbe percorso quasi 65.000 chilometri, utilizzando per i suoi spostamenti lungo terreni impervi e veloci corsi d'acqua ogni mezzo possibile, dal treno, alla canoa, alle marce a piedi o con ogni mezzo avesse avuto a disposizione.

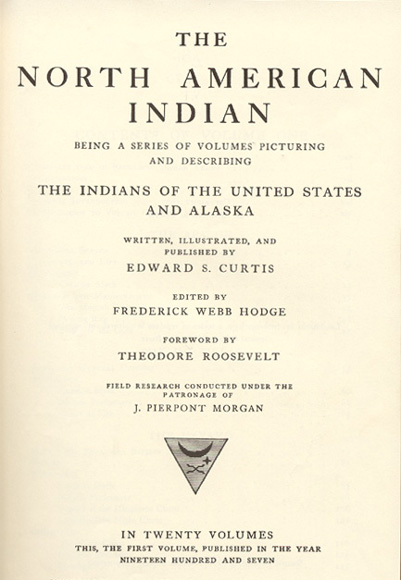
Frontespizio di The North American Indian
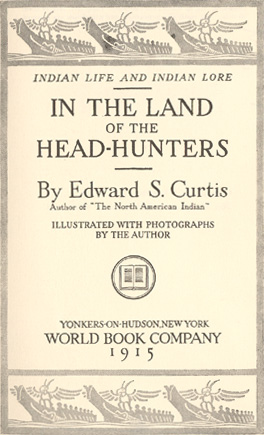
Frontespizio di In the Land of the Head-Hunter
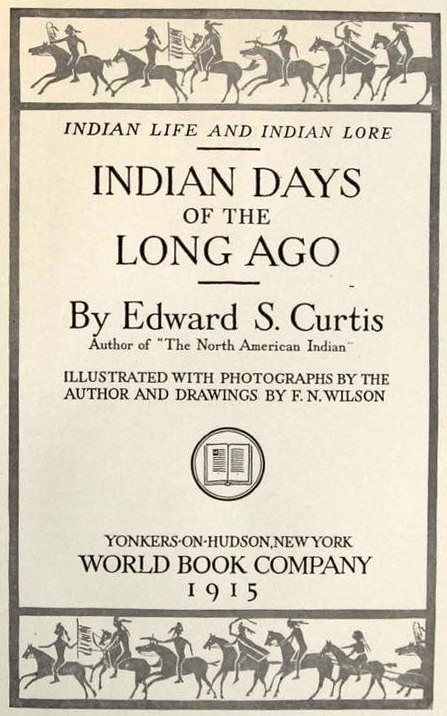
Frontespizio di Indian Days of the Long Ago
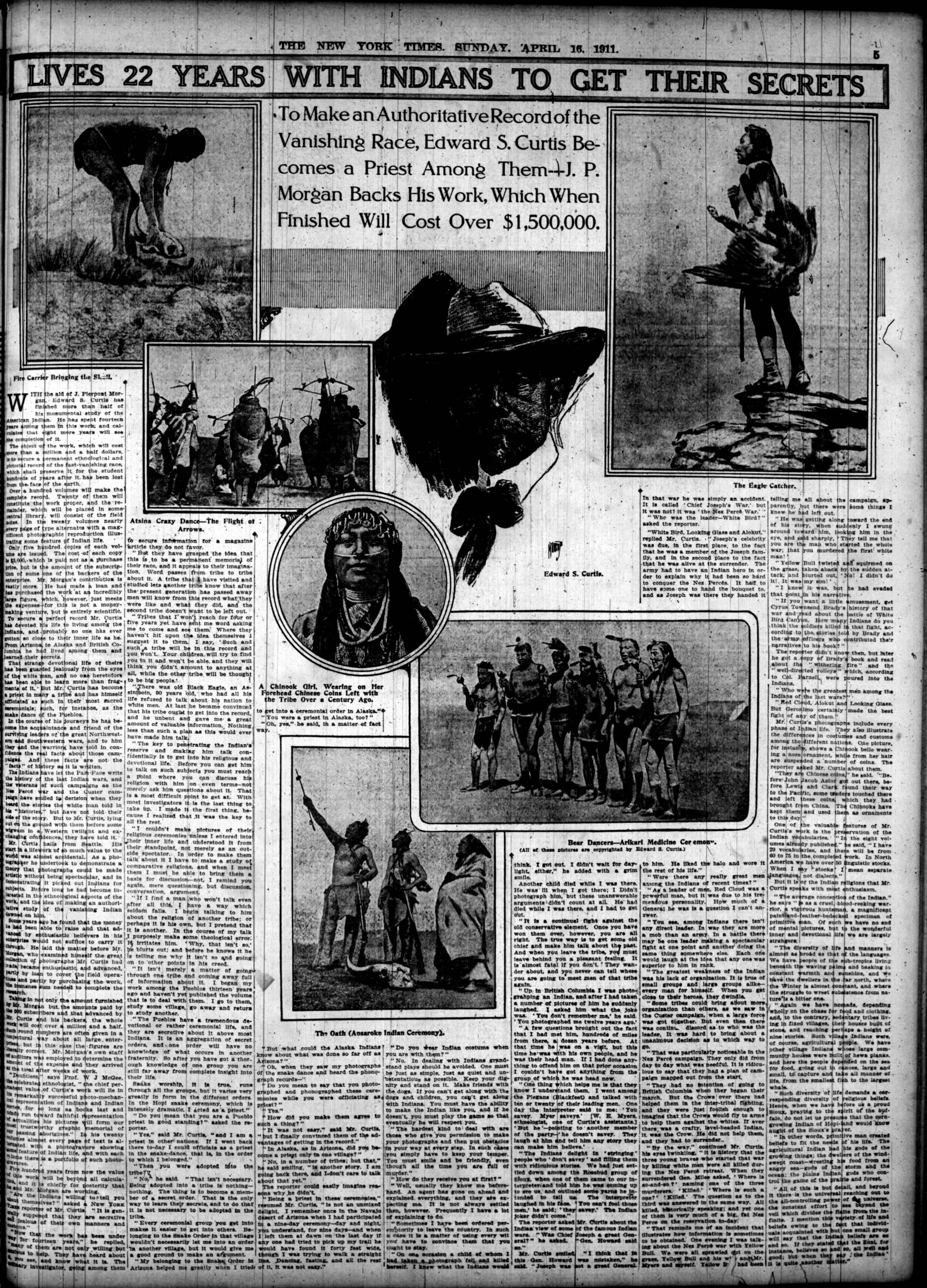
Pagina del New York Times del 16 aprile 1911 dedicata a Curtis

## L'archivio Curtis alla Library of Congress

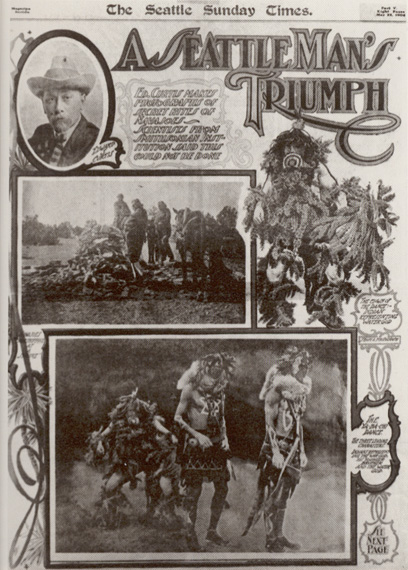
Una pagina dedicata a Curtis dal Seattle Sunday Times

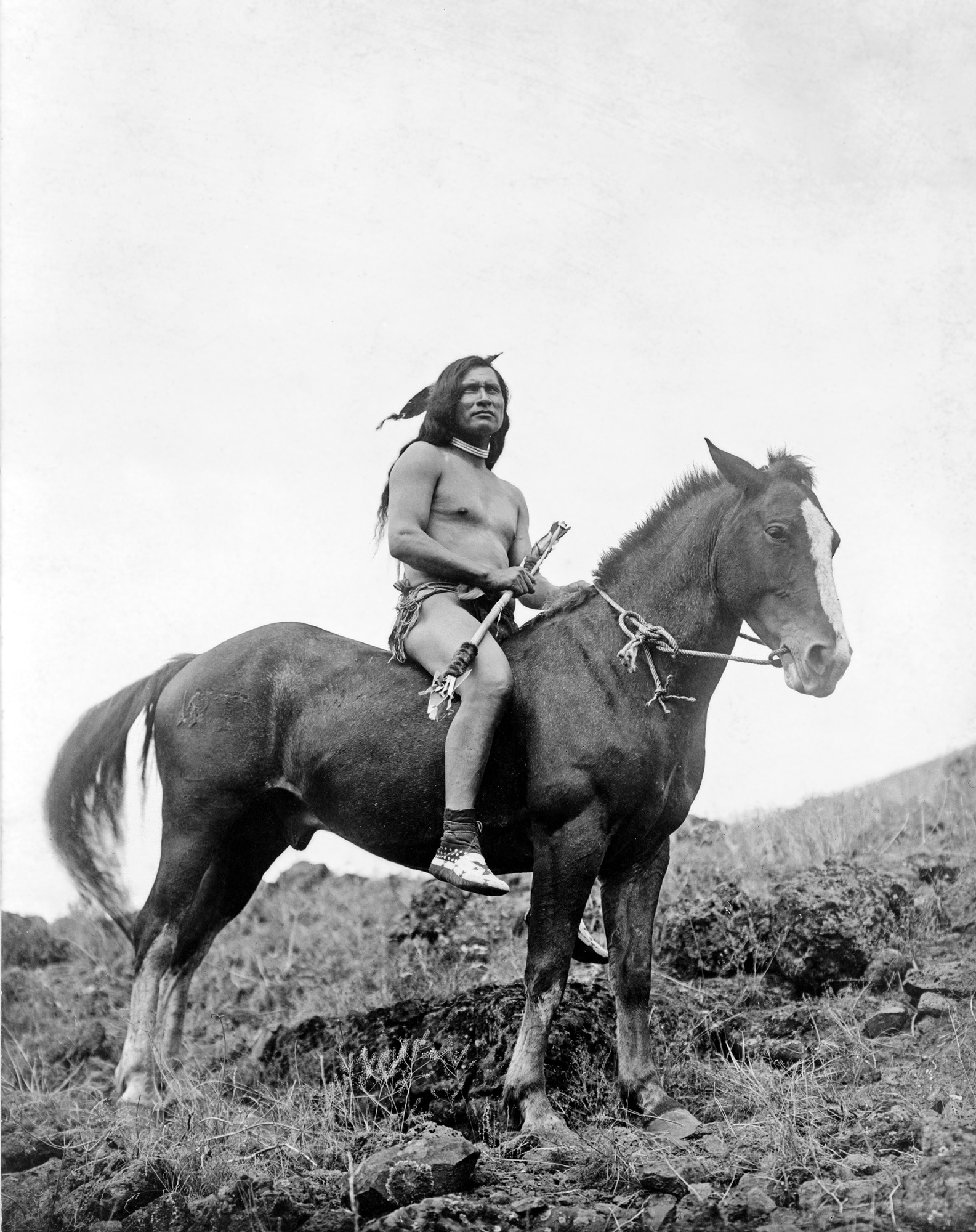
Guerriero Piedi neri

La The Prints and Photographs Division Curtis collection consistente in oltre 2.400 prove di stampa - essenzialmente virate seppia - derivate da Curtis dai negativi originali in formato 5" x 7" (eccetto un centinaio in 11" x 14") furono acquisite, scaduti i trent'anni dei termini del diritto d'autore, dalla Biblioteca del Congresso. Due terzi di esse non furono mai pubblicate sui volumi del The North American Indian  ed offrono quindi una prospettiva differente, oltre che inedita, sul lavoro di Curtis intorno alle culture indigene.
Molti degli originali di laboratorio, immagazzinati e poi dimenticati negli scantinati della Pierpont Morgan Library, sono andati dispersi durante gli anni della seconda guerra mondiale. Molti altri sono andati distrutti se non, addirittura, svenduti come carta da macero.

## Il "Charles Lauriat archive"
Le ricerche di uno studio di Santa Fe (Nuovo Messico), Karl Kernberger, hanno portato nel 1970 alla scoperta nei magazzini del Charles E. Lauriat rare bookstore di Boston una collezione di circa 285.000 originali di vario genere, tutti opera di Curtis.
Kernberger ha dato così vita assieme a Jack Loeffler e David Podwa ad un comitato per il recupero delle opere di Curtis appartenute a Charles Emelius Lauriat (1874-1937). La collezione è stata poi però contesa ed acquisita da un altro investitore di Santa Fe, Mark Zaplin, il quale, a propria volta, l'ha ceduta al gruppo californiano guidato da Kenneth Zerbe, che ne è l'attuale proprietario.

## Galleria d'immagini

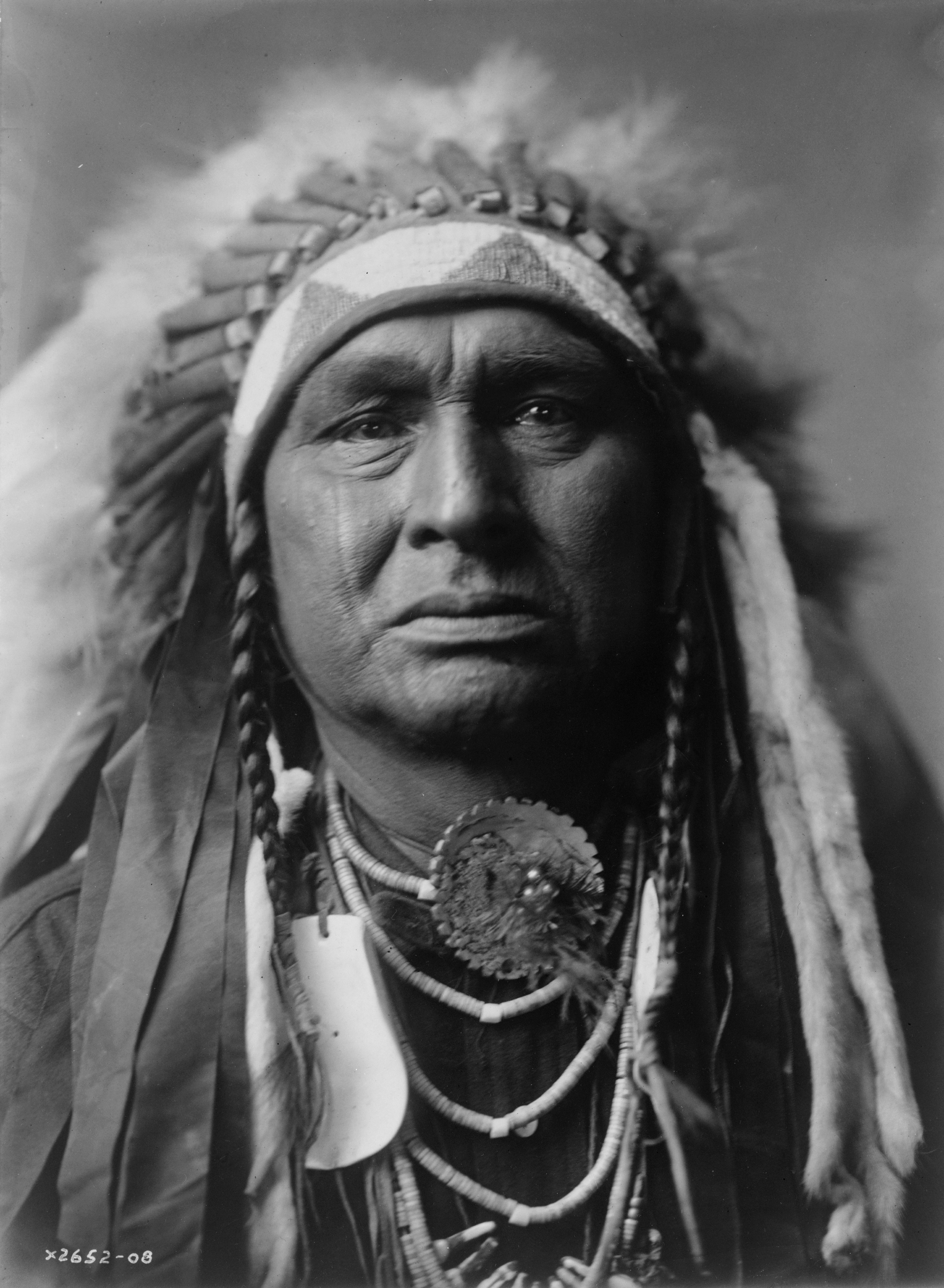
Nativo americano
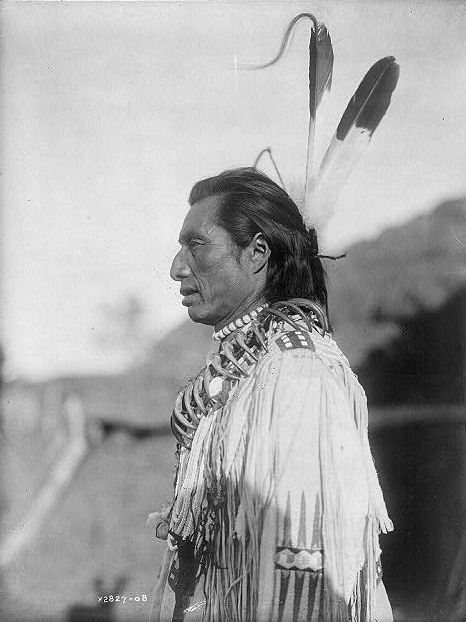
Crow's Heart, Mandan
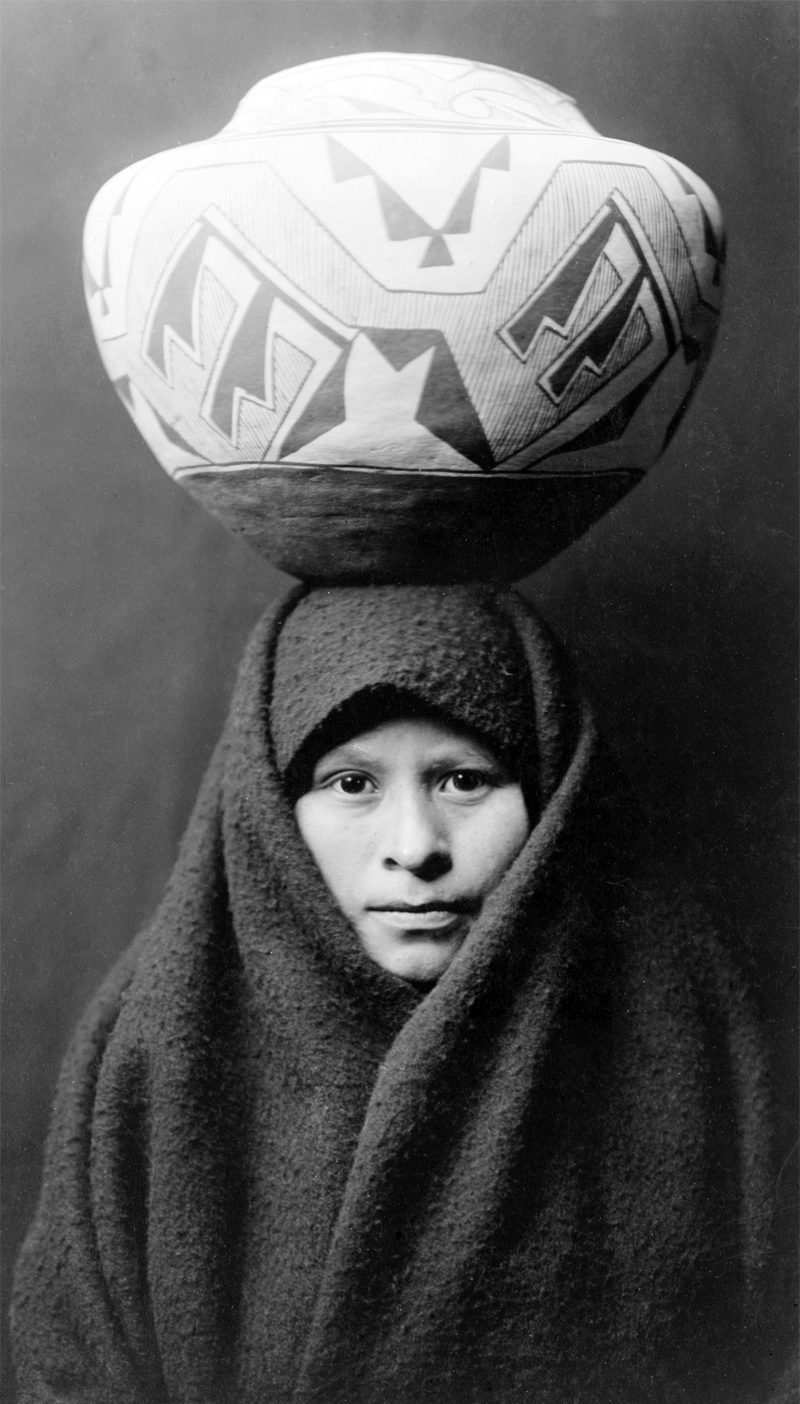
Giovane Zuni con vaso
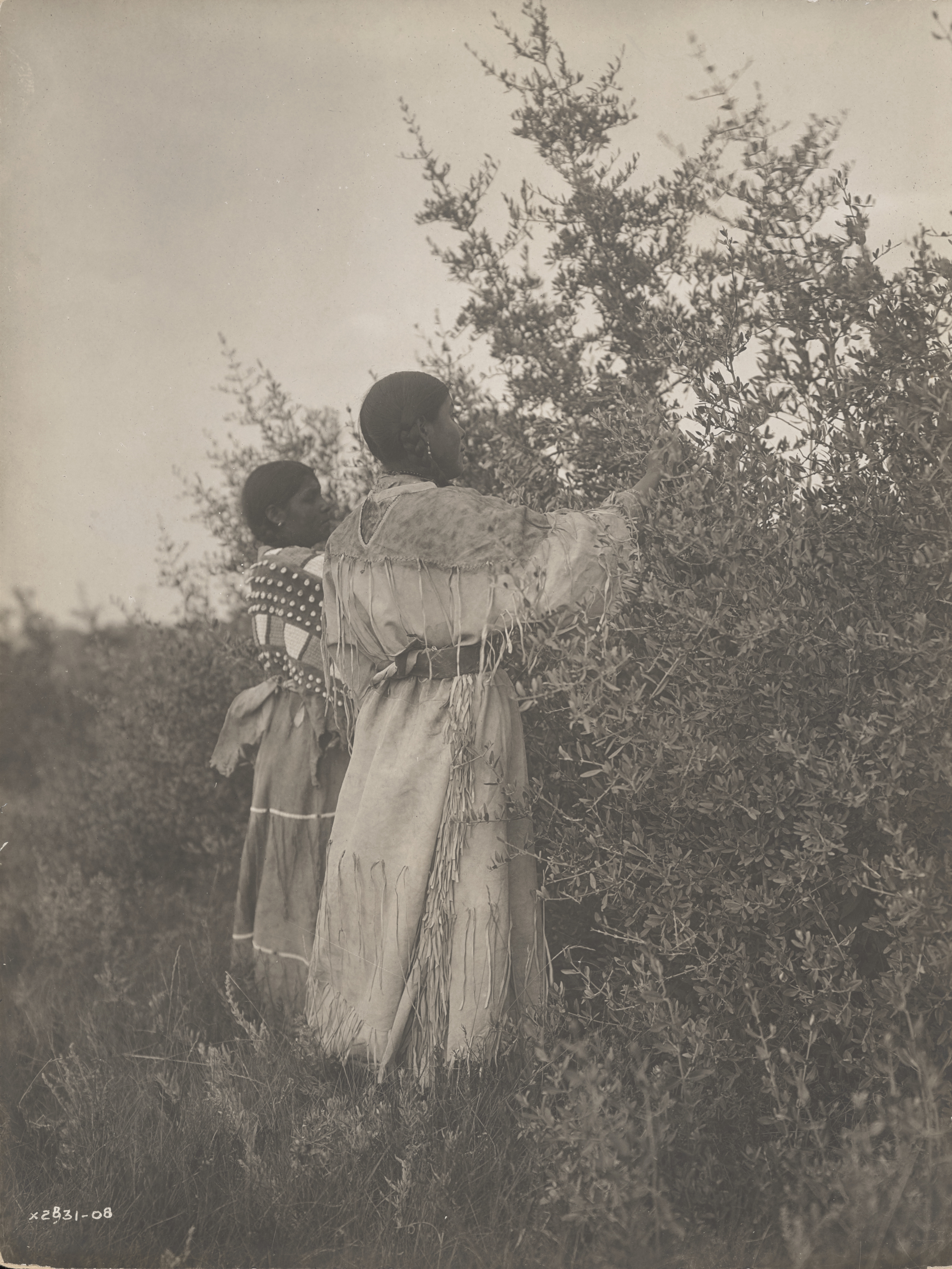
Ragazze Mandan raccolgono bacche